# Primera División (Chile) 2004 Clausura
Die Clausura der Primera División 2004, auch unter dem Namen Campeonato Nacional Clausura Copa Banco del Estado 2004 bekannt, war die 76. Spielzeit der Primera División, der höchsten Spielklasse im Fußball in Chile. Beginn der Saison war der 31. Juli und sie endete am 19. Dezember 2004.
Die Saison wurde wie bereits 1997 und in den beiden Vorjahren in zwei eigenständige Halbjahresmeisterschaften, der Apertura und Clausura, unterteilt.
Die Meisterschaft gewann das Team von CD Cobreloa, das im Finale Unión Española besiegen konnte. Für den Klub war es der insgesamt 8. Meisterschaftstitel, der damit wie Apertura-Meister CF Universidad de Chile für die Copa Libertadores 2005 qualifiziert ist. Neben den beiden Meistern qualifizierte sich auch der qualifizierte sich auch CSD Colo-Colo als punktbestes Team der Gesamttabelle.
Durch die Aufstockung der Liga auf 20 Teams gibt es in dieser Saison keine Absteiger.

## Modus
Die 18 Teams spielen einmalig jeder gegen jeden. Aufgegliedert in vier Gruppen à 4 Teams kommen die besten zwei Teams jeder Gruppe in die Playoff-Runde. Dazu kommen die besten drei Gruppendritten sowie der Sieger aus dem Entscheidungsspiel zwischen dem vierten Gruppendritten und dem besten Gruppenvierten. Bei Unentschieden kommt das Team mit mehr Ligapunkten in die Finalrunde.
Die Finalrunde findet im K.-o.-System mit Hin- und Rückspiel statt. Erstmals zählt die höhere Anzahl an Toren zum Weiterkommen. Die Auswärtstorregel gilt nicht, sondern bei Torgleichstand geht es in die Verlängerung und ins Elfmeterschießen. Meister ist das Team, das sich in den Finalspielen durchsetzt. Durch die Aufstockung der Liga auf 20 Teams gibt es in dieser Saison keine Absteiger.

## Teilnehmer
Durch die Aufstockung der Liga auf 18 Vereine gab es nur Aufsteiger zu Beginn der Apertura. Diese waren Deportes La Serena und Everton. Folgende Vereine nahmen daher an der Meisterschaft 2004 teil:
| Mannschaft                | Stadt             |
| ------------------------- | ----------------- |
| Audax Italiano            | Santiago de Chile |
| CD Cobreloa               | Calama            |
| CD Cobresal               | El Salvador       |
| CSD Colo-Colo             | Santiago de Chile |
| Coquimbo Unido            | Coquimbo          |
| Deportes La Serena        | La Serena         |
| Deportes Puerto Montt     | Puerto Montt      |
| Deportes Temuco           | Temuco            |
| Everton                   | Viña del Mar      |
| CD Huachipato             | Talcahuano        |
| CD Palestino              | Santiago de Chile |
| Rangers de Talca          | Talca             |
| Santiago Wanderers        | Valparaíso        |
| Universidad Católica      | Santiago de Chile |
| Universidad de Chile      | Santiago de Chile |
| Universidad de Concepción | Concepción        |
| Unión Española            | Santiago de Chile |
| Unión San Felipe          | San Felipe        |

## Ligaphase

### Gruppe A
| Pl. | Verein                 | Sp. | S | U | N | Tore    | Diff. | Punkte |
| --- | ---------------------- | --- | - | - | - | ------- | ----- | ------ |
| 1.  | Audax Italiano         | 17  | 7 | 5 | 5 | 034:240 | +10   | 26     |
| 2.  | CD Cobreloa            | 17  | 6 | 7 | 4 | 037:260 | +11   | 25     |
| 3.  | Unión Española         | 17  | 6 | 5 | 6 | 024:200 | +4    | 23     |
| 4.  | Deportes La Serena (N) | 17  | 4 | 4 | 9 | 023:380 | −15   | 16     |

### Gruppe B
| Pl. | Verein                    | Sp. | S | U | N  | Tore    | Diff. | Punkte |
| --- | ------------------------- | --- | - | - | -- | ------- | ----- | ------ |
| 1.  | Coquimbo Unido            | 17  | 4 | 6 | 7  | 021:260 | −5    | 18     |
| 2.  | Unión San Felipe (a)      | 17  | 5 | 6 | 6  | 018:250 | −7    | 18     |
| 3.  | Deportes Puerto Montt (a) | 17  | 5 | 5 | 7  | 016:200 | −4    | 17     |
| 4.  | Santiago Wanderers        | 17  | 4 | 2 | 11 | 024:360 | −12   | 14     |

### Gruppe C
| Pl. | Verein                       | Sp. | S | U | N | Tore    | Diff. | Punkte |
| --- | ---------------------------- | --- | - | - | - | ------- | ----- | ------ |
| 1.  | CSD Colo-Colo                | 17  | 9 | 5 | 3 | 028:180 | +10   | 32     |
| 2.  | Universidad de Chile (b) (M) | 17  | 9 | 6 | 2 | 027:140 | +13   | 30     |
| 3.  | Deportes Temuco              | 17  | 4 | 9 | 4 | 034:360 | −2    | 21     |
| 4.  | CD Palestino                 | 17  | 6 | 3 | 8 | 023:280 | −5    | 21     |
| 5.  | Rangers de Talca             | 17  | 3 | 6 | 8 | 019:330 | −14   | 15     |

### Gruppe D
| Pl.                                | Verein                    | Sp. | S | U | N | Tore    | Diff. | Punkte |
| ---------------------------------- | ------------------------- | --- | - | - | - | ------- | ----- | ------ |
| 1.                                 | Universidad Católica      | 17  | 9 | 5 | 3 | 032:190 | +13   | 32     |
| 2.                                 | CD Cobresal               | 17  | 8 | 4 | 5 | 032:260 | +6    | 28     |
| 3.                                 | Universidad de Concepción | 17  | 8 | 4 | 5 | 022:160 | +6    | 28     |
| 4.                                 | Everton (N)               | 17  | 6 | 4 | 7 | 020:260 | −6    | 22     |
| 5.                                 | CD Huachipato             | 17  | 6 | 2 | 9 | 024:260 | −2    | 20     |
| Quelle: rsssf.org, Stand: Endstand |                           |     |   |   |   |         |       |        |

| (M) | Vorjahresmeister |
| (N) | Aufsteiger       |

## Entscheidungsspiel um die Teilnahme zur Finalrunde
|                       | Ergebnis |         |
| --------------------- | -------- | ------- |
| Deportes Puerto Montt | 1:2      | Everton |

Mit dem Sieg qualifiziert sich Everton für die Finalrunde.

## Finalrunde

### Playoff-Runde
|                  | Gesamt          |                           | Hinspiel | Rückspiel |
| ---------------- | --------------- | ------------------------- | -------- | --------- |
| CD Cobreloa      | 6:4             | Audax Italiano            | 5:2      | 1:2       |
| Unión Española   | 1:1 (3:1 i. E.) | Universidad de Concepción | 0:0      | 1:1       |
| Everton          | 3:3 (1:3 i. E.) | CD Cobresal               | 3:2      | 0:1       |
| Coquimbo Unido   | 4:8             | CSD Colo-Colo             | 3:7      | 1:1       |
| Unión San Felipe | 2:5             | Universidad Católica      | 2:2      | 0:3       |
| Deportes Temuco  | 2:2 (3:5 i. E.) | Universidad de Chile      | 2:0      | 0:2       |

Everton und Deportes Temuco qualifizieren sich als beste Verlierer für das Viertelfinale.

### Viertelfinale
|                 | Gesamt          |                      | Hinspiel | Rückspiel |
| --------------- | --------------- | -------------------- | -------- | --------- |
| CD Cobreloa     | 4:3             | CD Cobresal          | 2:1      | 2:2       |
| Deportes Temuco | 5:7             | Universidad Católica | 3:1      | 2:6       |
| Unión Española  | 6:6 (4:2 i. E.) | Universidad de Chile | 4:3      | 2:3       |
| Everton         | 5:6             | CSD Colo-Colo        | 1:3      | 4:3       |

### Halbfinale
|                | Gesamt          |                      | Hinspiel | Rückspiel |
| -------------- | --------------- | -------------------- | -------- | --------- |
| CD Cobreloa    | 5:2             | CSD Colo-Colo        | 4:1      | 1:1       |
| Unión Española | 4:4 (4:3 i. E.) | Universidad Católica | 3:1      | 1:3       |

### Finale
Das Hinspiel fand am 16., das Rückspiel am 19. Dezember statt.
|                | Gesamt |             | Hinspiel | Rückspiel |
| -------------- | ------ | ----------- | -------- | --------- |
| Unión Española | 1:3    | CD Cobreloa | 1:3      | 0:0       |

## Beste Torschützen
| Rang | Spieler            | Klub                    | Tore |
| ---- | ------------------ | ----------------------- | ---- |
| 1    | Patricio Galaz     | CD Cobreloa             | 19   |
| 2    | Humberto Suazo     | Audax Italiano          | 17   |
| 3    | César Díaz Escobar | Deportes Temuco         | 14   |
| 4    | Alex Comas         | Deportes La Serena      | 12   |
|      | Sergio Gioino      | CF Universidad de Chile | 12   |
| 6    | Marcelo Corrales   | Coquimbo Unido          | 11   |
| 7    | Cristián Canío     | Deportes Temuco         | 10   |
|      | Daniel Pérez       | CD Cobreloa             | 10   |